# Емірган (парк)
Парк Емірга́н (тур. Emirgân Korusu — історичний міський парк у Стамбулі, Туреччина. Розташований у районі Сариєр, на європейському боці Босфора. Один із найбільших громадських парків Стамбула.

## Парк сьогодні

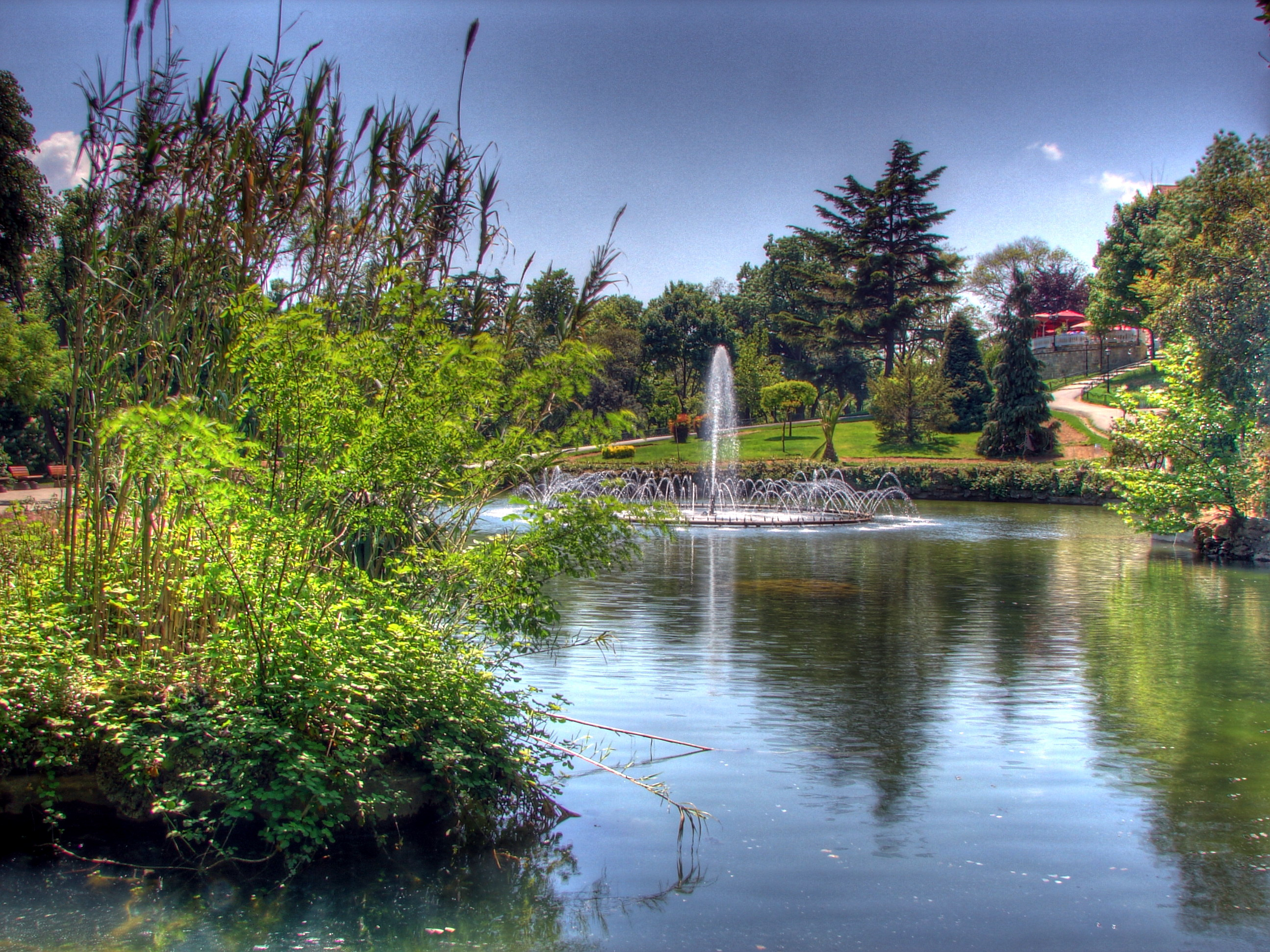
Ставок із фонтаном у парку Емірган.

Парк є власністю столичного муніципалітету Стамбула і охоплює територію 47,2 гектари.
У парку є два декоративні ставки. Флора представлена 120 видами рослин, поміж яких слід виокремити такі рідкісні дерева: сосна італійська, сосна турецька, сосна алеппська, сосна гімалайська, сосна Веймута, сосна приморська, криптомерія японська, ялина європейська, ялина колюча, кедр атласький, кедр ліванський, кедр гімалайський, бук, ясен, мильне дерево, верба плакуча, дуб Фрайнетто, ялиця одноколірна, гінкго, річковий кедр каліфорнійський, секвоя і камфорне дерево.
Парк Емірган асоціюється з тюльпанами, традиційною квіткою, яка дала назву Добі тюльпанів (1718—1730), періоду в історії Османської імперії. Тому і засновано цей парк було у 1960-х роках саме для відновлення традиції вирощування тюльпанів. Із 2006 у квітні тут проводиться Міжнародний фестиваль тюльпанів, під час якого все навколо стає привабливим і барвистим.